# Rejon kanaski
Rejon kanaski (ros. Канашский район, czuw. Канаш районĕ) – rejon w należącej do Rosji nadwołżańskiej republice Czuwaszji.

## Położenie i powierzchnia
Rejon kanaski leży w środkowej części republiki i ma powierzchnię 981,4 km². Większość obszaru stanowią obszary wykorzystywane rolniczo, zwłaszcza pastwiska, a także lasy.
Przez rejon płyną dość liczne, choć niewielkie rzeki.

## Klimat
Rejon leży w klimacie umiarkowanym kontynentalnym. Średnia temperatura powietrza w styczniu to −13 °C, a w lipcu – +18,7 °C. Najniższa zanotowana w rejonie szemurszyńskim temperatura to −42 °C, zaś najwyższa – +37 °C. Rocznie na tym obszarze notuje się do 500 mm opadów, które występują głównie w ciepłej połowie roku.

## Ludność
1 stycznia 1999 w rejonie kanaskim żyło ok. 43,7 tys. osób. Całość populacji stanowi ludność wiejska, gdyż jedyne miasto w rejonie – jego ośrodek administracyjny – Kanasz administracyjnie nie wchodzi w skład tej jednostki podziału administracyjnego i stanowi miasto wydzielone.
Gęstość zaludnienia w rejonie wynosi 47 os./km²
Zdecydowaną większość ludności (około 97%) stanowią Czuwasze. Ponadto żyją tu m.in. Rosjanie, Mordwini Tatarzy i Ukraińcy.

### Stolica i ośrodki osadnicze
Ośrodkiem administracyjnym rejonu jest miasto Kanasz (49,1 tys. mieszkańców; 2005 r.), które jednak nie wchodzi w skład rejonu. Na terenie rejonu znajduje się 108 wsi.

## Gospodarka

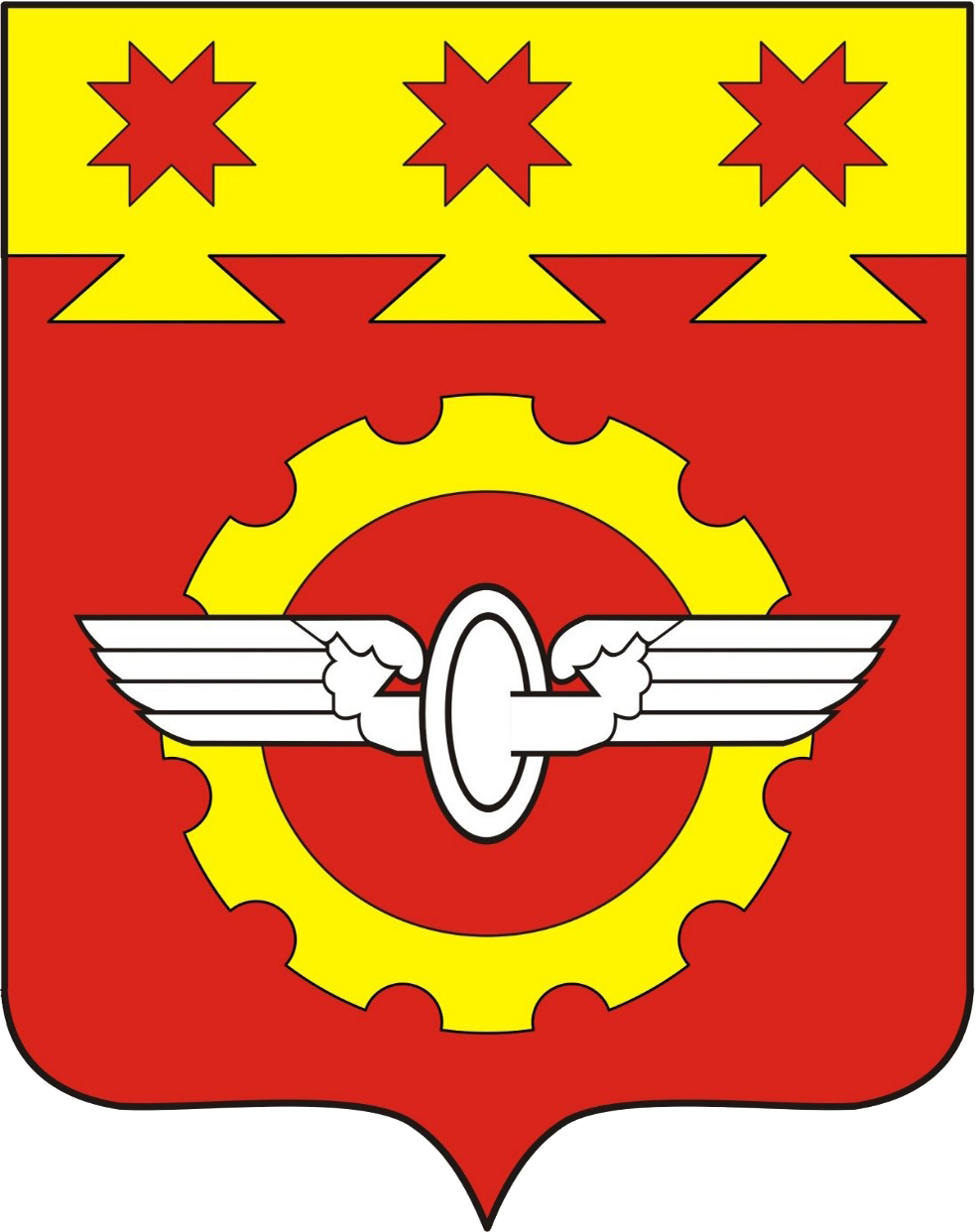
herb Kanasza – głównego ośrodka przemysłowego w rejonie podkreśla przemysłowy charakter miasta

Rejon kanaski jest obszarem przemysłowo-rolniczym. Obszar ten jest drugim po rejonie czeboksarskim centrum przemysłowym Czuwaszji. Większość przemysłu koncentruje się w Kanaszu, gdzie istnieją zakłady maszynowe, metalurgiczne, kolejowo-remontowe, wytwórnie materiałów polimerowych, a także przedsiębiorstwa z branży spożywczej: cukiernicze, mięsne, wytwórnie napojów itd. Istnieje także przemysł lekki – m.in. szwalnie, i fabryka obuwia (produkująca także buty typu walonki). Poza Kanaszem przemysł istnieje także w większych ośrodkach wiejskich, gdzie znajdują się zwykle drobne zakłady spożywcze, cegielnie, fabryki mebli itp.
Podstawą gospodarki rolnej w rejonie jest dobrze rozwinięte wielosektorowe rolnictwo, nastawione głównie na hodowlę o kierunku mleczno-mięsnym (bydło domowe, owce, świnie oraz drób). Ponadto istotne znaczenie ma uprawa ziemniaków, zbóż, warzyw oraz chmielu.

## Historia
Rejon utworzono 5 września 1927 r.